# Bembidion placabile
Bembidion placabile är en skalbaggsart som beskrevs av Thomas Casey. Bembidion placabile ingår i släktet Bembidion och familjen jordlöpare. Inga underarter finns listade i Catalogue of Life.